# Wrightia antidysenterica
Wrightia antidysenterica är en oleanderväxtart som först beskrevs av Carl von Linné, och fick sitt nu gällande namn av Robert Brown. Wrightia antidysenterica ingår i släktet Wrightia och familjen oleanderväxter. Inga underarter finns listade i Catalogue of Life.